# Wanderlost
|  | Denne artikel er oprettet af botten Steenthbot ud fra en ekstern database. Den kan derfor have sproglige fejl eller mangler. Denne skabelon kan fjernes efter kontrol af indholdet. |

Wanderlost er en dansk filmskolefilm fra 2023 instrueret af Laura Hildebrand.

## Handling
Wanderlost handler om evighedsbackpackeren, Sally, som løber tør for penge på en udlandsrejse. Sally ser sig nødsaget til at rejse hjem til Danmark, for at skaffe flere penge. I Danmark er alt ikke som før Sally tog afsted og det går op for hende at hun har forsømt sine nærmeste relationer.

## Medvirkende
- Frida Sigurth, Sally
- Mari-Anne Jespersen, Susanne